# セヴァストポリ海軍基地
セヴァストポリ海軍基地（ロシア語: Севастопольская военно-морская база; ウクライナ語: Севастопольська військово-морська база）は、クリミア半島のセヴァストポリにある海軍基地である。ロシア海軍の基地であり黒海艦隊の主要な基地である。

## 地理
セヴァストポリ海軍基地は完全にセヴァストポリの行政区域内に位置している。セヴァストポリの数か所の湾（セヴェルナヤ（ロシア語: Северная бухта、ウクライナ語: Північна бухта）やユジナヤ（ロシア語: Южная бухта、ウクライナ語: Південна бухта）カランティンナヤ（ロシア語: Карантинная бухта、ウクライナ語: Карантинна бухта）など）に位置する数か所の停泊位置がある。

## 歴史
1768年に開戦した露土戦争が終戦していない1772年に始まった港の建設は、ロシア帝国によるクリミア・ハン国の併合後の1783年に竣工した。1783年5月13日、帝政ロシア海軍の最初の艦船11隻がセヴァストポリ湾に到着した。
クリミア戦争（1853年-1856年）中の1854年には、敵艦隊が湾に侵入するのを防ぐために自軍の大型艦船のすべてが湾口で自沈した。セヴァストポリはフランスやイギリス、オスマン帝国、サルデーニャ王国の連合軍に対して349日間自衛したものの、最終的にロシアは1855年9月9日にセヴァストポリから撤退することになってしまう。
第一次世界大戦でドイツ帝国軍はブレスト＝リトフスク条約締結に向けた交渉中にもかかわらず1918年5月1日にセヴァストポリを占領した。更なる交渉の末に、ノヴォロシースクの前面のツェメ湾の黒海艦隊の重要な艦船のほとんどは乗組員の手で沈められた。
第二次世界大戦でソ連海軍の黒海艦隊は、ナチス・ドイツのドイツ空軍による最初の空爆を受けきった。その後、セヴァストポリは250日間にわたり自衛したが、最終的に1942年7月4日、ドイツに降伏した。
1991年末のソビエト連邦の崩壊後海軍基地の使用に向けたロシア海軍の主張は、当初失効した（クリミアは1954年にウクライナ・ソビエト社会主義共和国に移管したために、基地は新生NIS諸国のウクライナの領土であった）。この時から黒海艦隊に関する区分条約とハリコフ合意に規定する通りにロシアは2014年まで基地の使用に対してウクライナに借地料を支払った。2014年のロシアによるクリミアの併合から海軍基地は再びロシアが管理している。
2022年ロシアのウクライナ侵攻は、ロシアの管理下で迎えた。2023年に入ると海軍基地は、ウクライナの主要な攻撃目標の一つとなり、しばしば巡航ミサイルやドローンによる攻撃を受けることとなった。2023年9月13日には、基地内の乾ドックに入っていた潜水艦、ロストフ・ナ・ドヌーがストーム・シャドウの直撃を受けて大破した。

## 写真

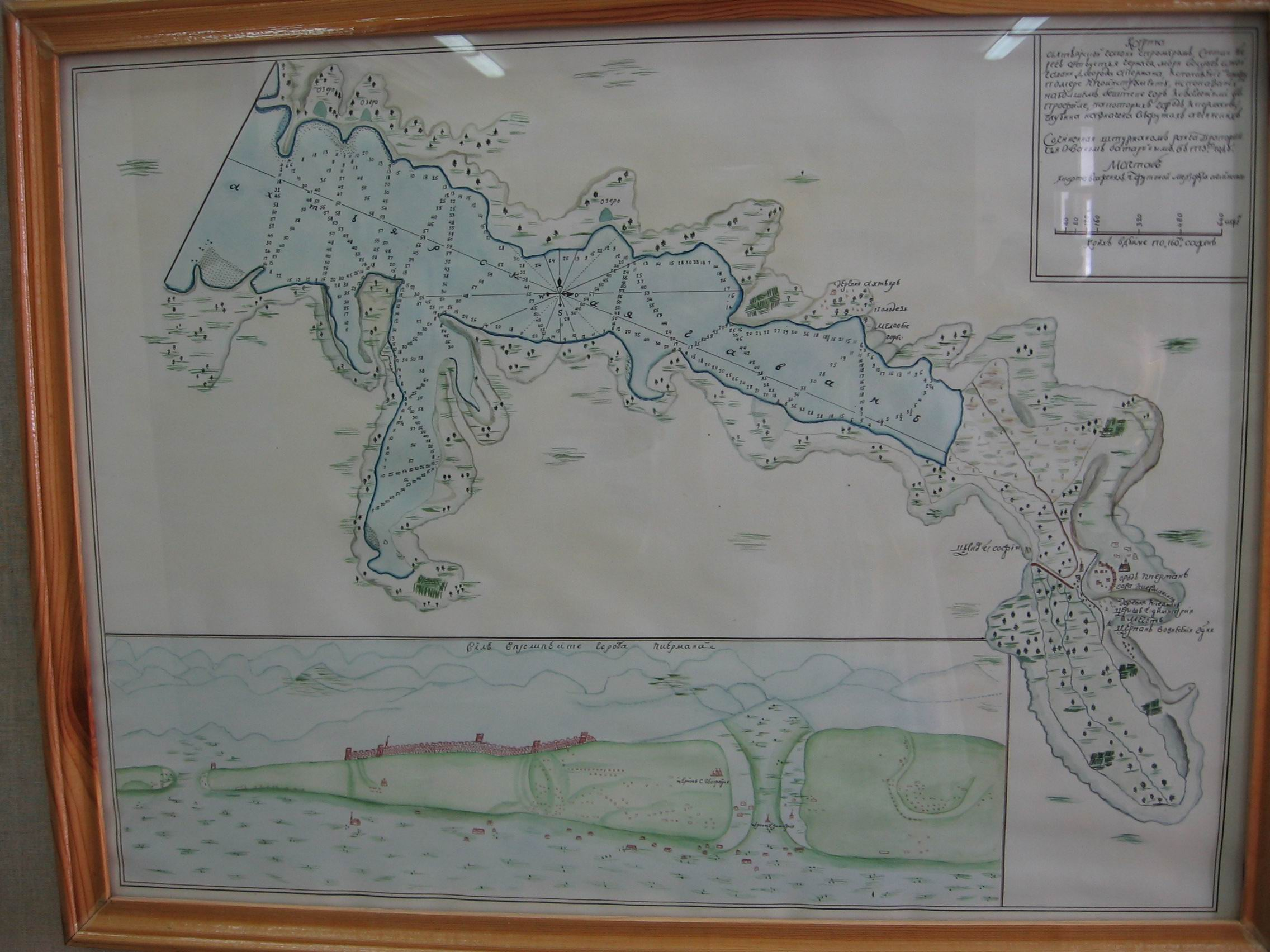
航海士イヴァン・バトゥーリンらのグループにより作られたアフティアル（セヴァストポリ）湾の最初の地図、1773年
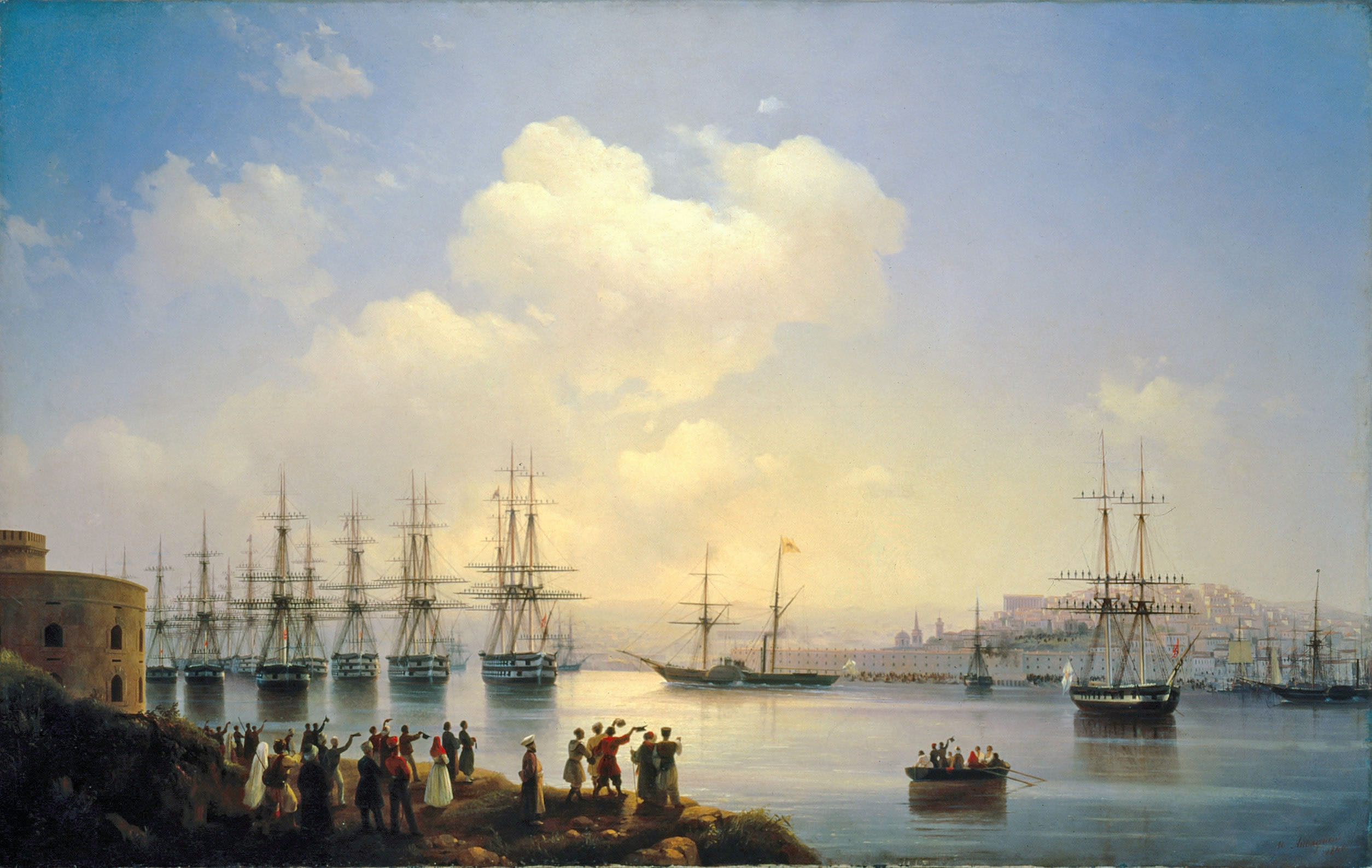
イヴァン・アイヴァゾフスキーによるセヴァストポリ道のロシア艦隊（1846年）
セヴァストポリの地図、1904年
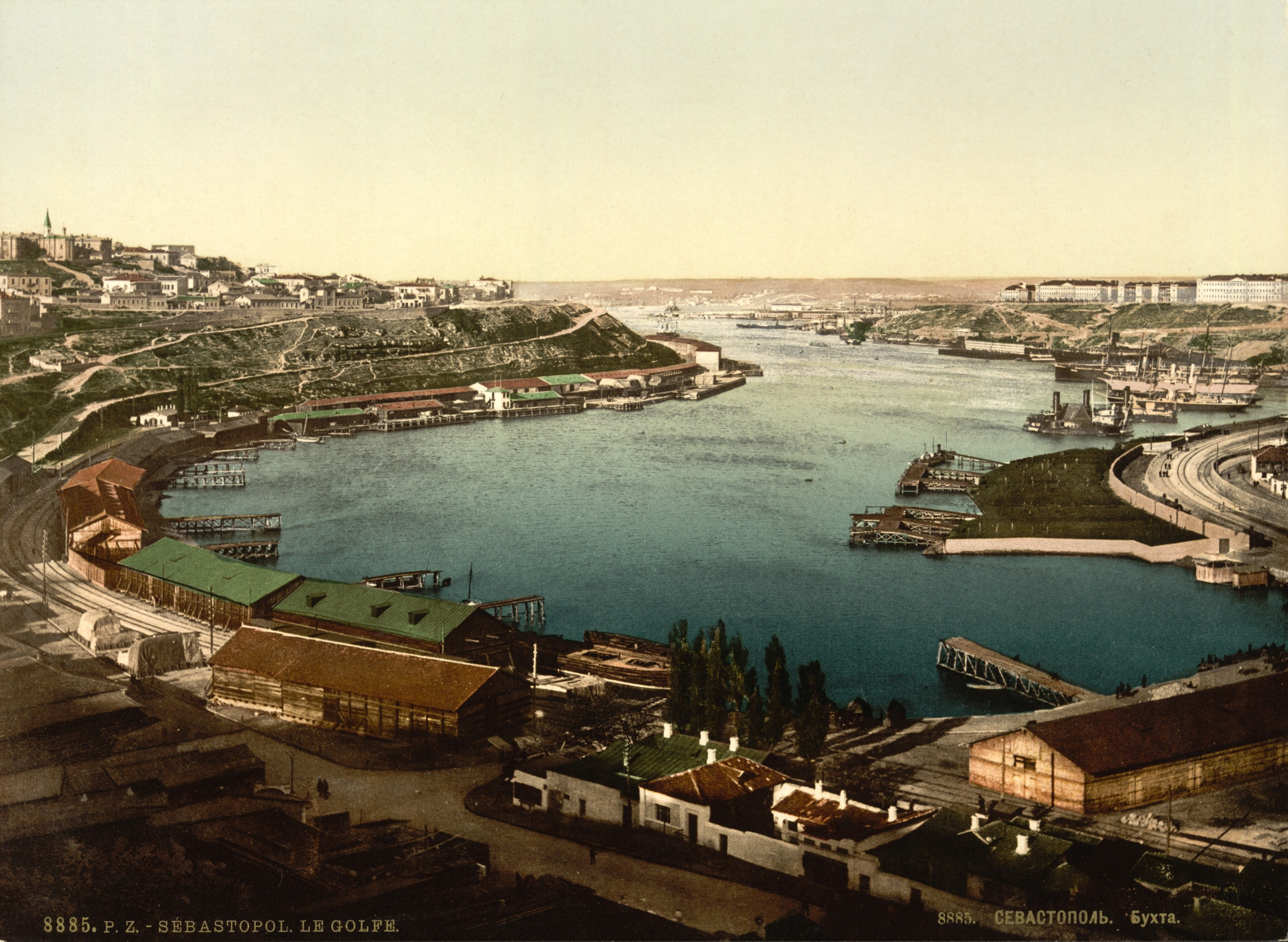
港の一部の彩色画1905年
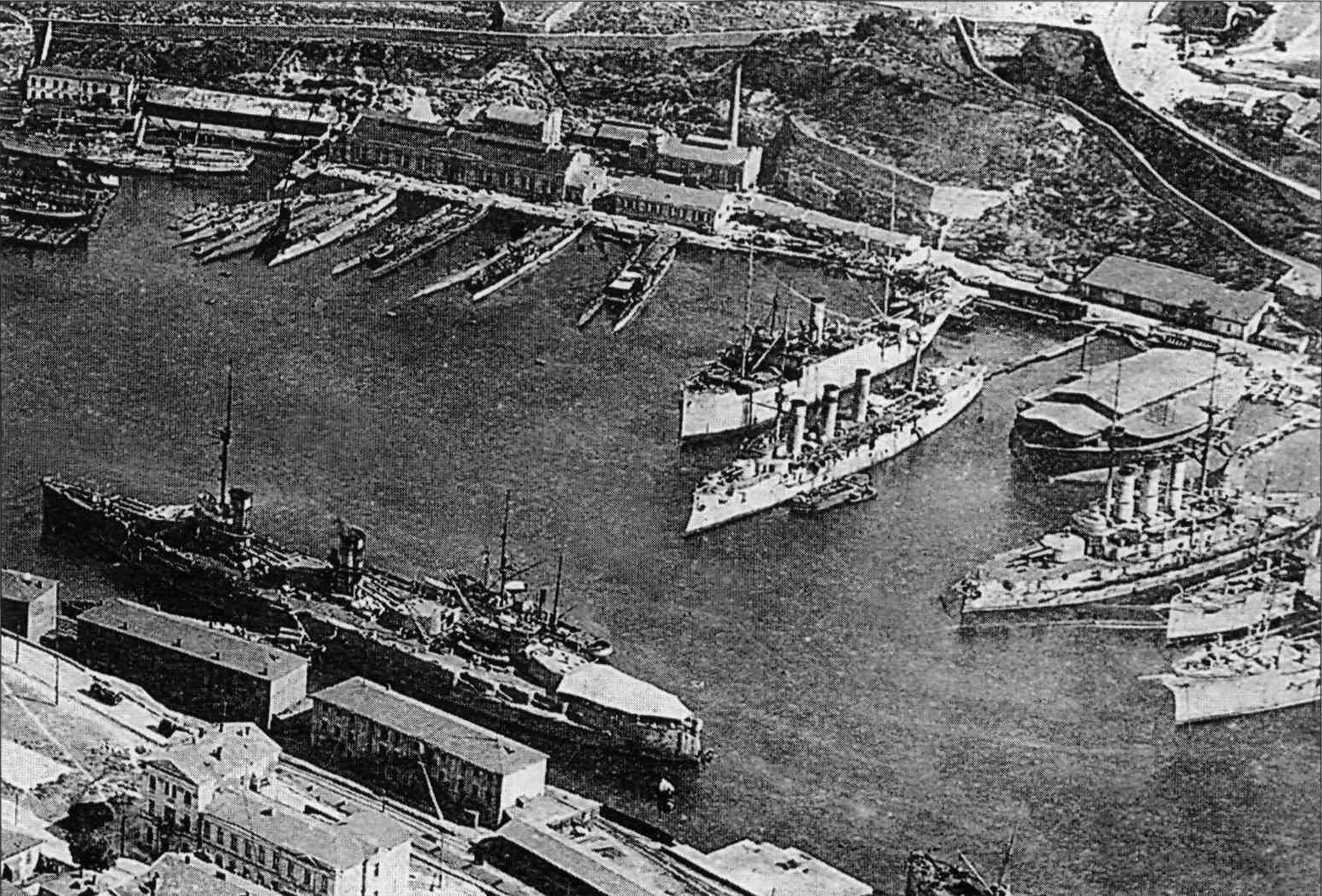
港の空撮図、1918年
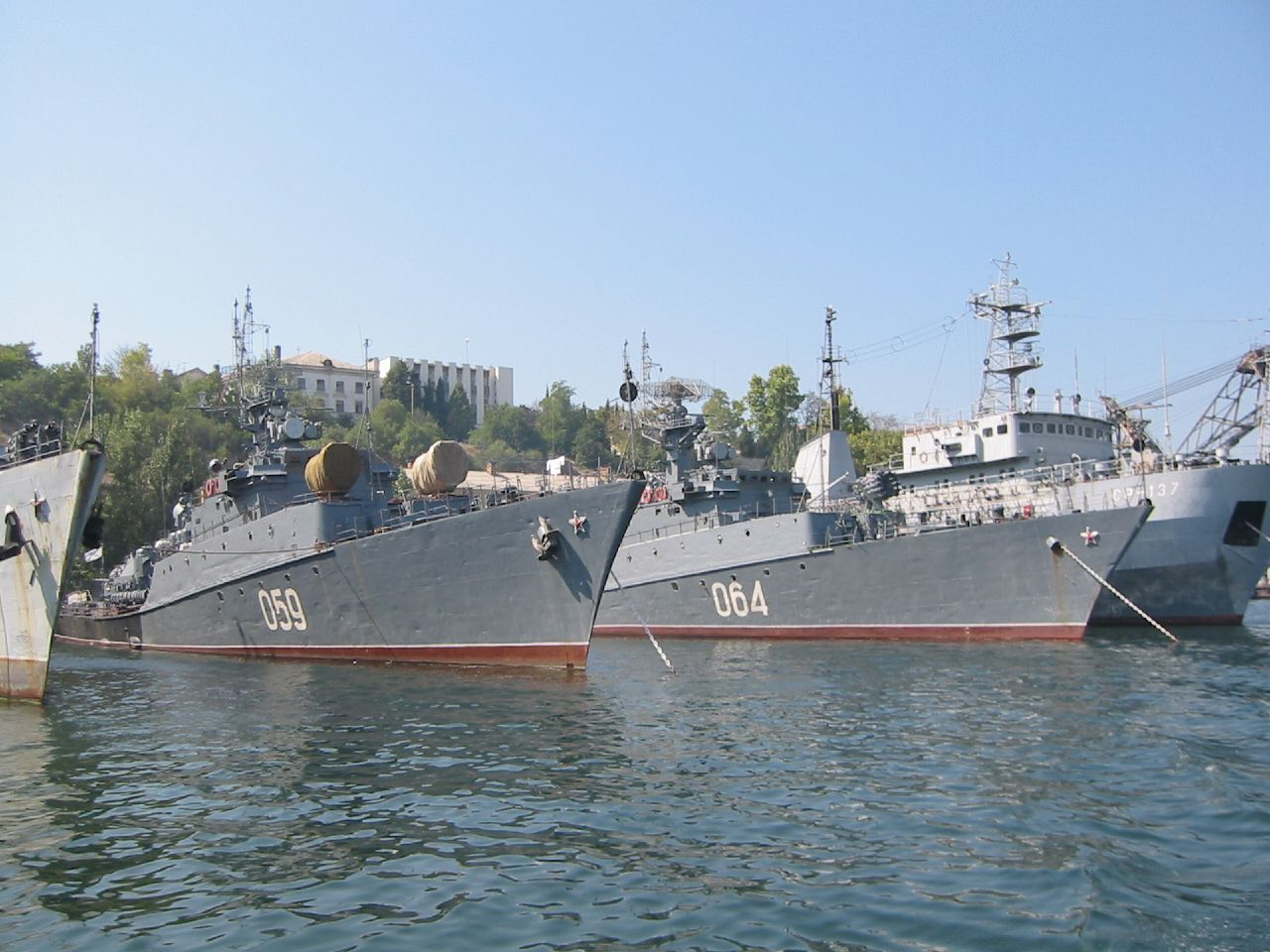
セヴァストポリのロシアの船、2005年
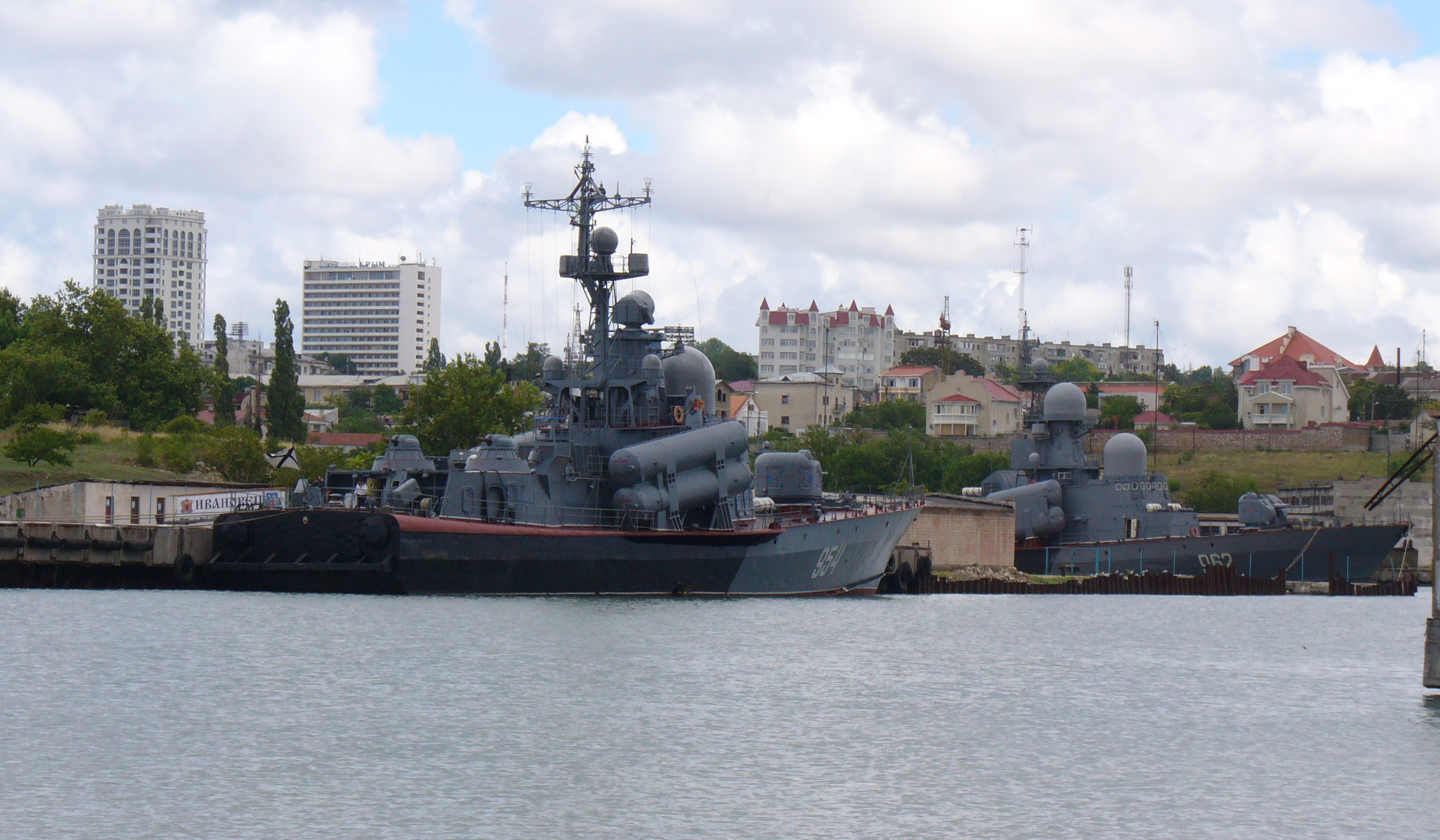
セヴァストポリのロシアの船、2008年
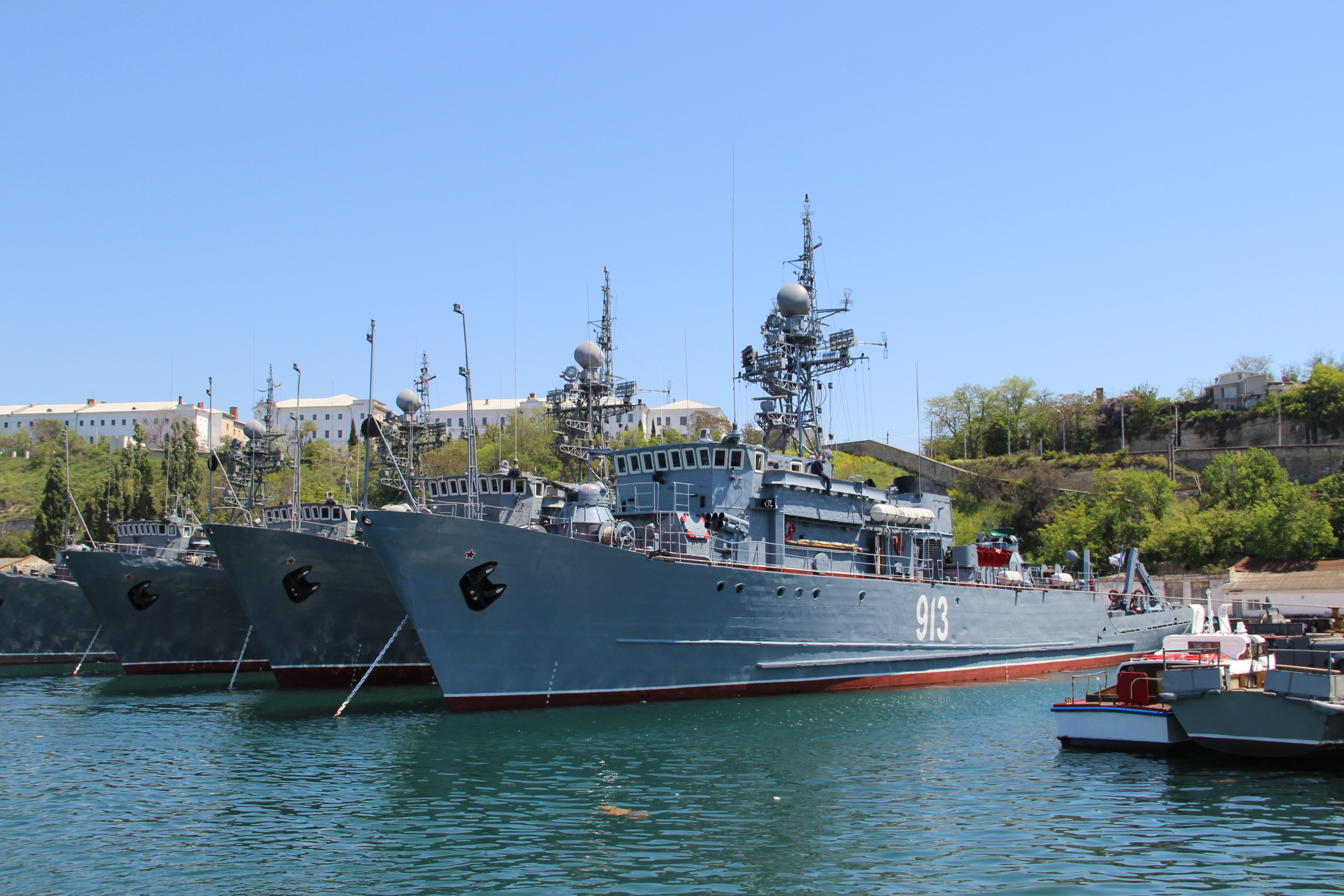
セヴァストポリのロシアの船、2015年

## 参照
1. 1 2 3 4  “Flottenstützpunkt Sewastopol” (German). 2018年11月26日閲覧。
2. ↑  “Ukraine stellt Hafen zur Verfügung, Moskau gibt Energierabatt” (German). 2018年11月26日閲覧。
3. ↑  “State Duma approves denunciation of Russian-Ukrainian agreements on Black Sea Fleet”.  TASS (2014年3月31日). 2018年11月26日閲覧。
4. ↑  Deutsche Presse-Agentur (2014年3月19日). “Annexion: Russland sichert sich militärische Kontrolle über die Krim” (German).  Die Zeit. 2018年11月26日閲覧。
5. ↑  “ウクライナ、クリミアに大規模攻撃　露軍艦艇２隻損傷”.   産経新聞 (2023年9月13日). 2023年9月13日閲覧。
6. ↑  “ウクライナ軍、セバストポリのロシア黒海艦隊司令部を攻撃”.   ロイター (2023年9月21日). 2023年9月20日閲覧。
7. ↑  “ウクライナの特殊弾頭、ロシア潜水艦を内側から破壊”.   Forbes (2023年9月21日). 2023年9月21日閲覧。